# 三嶌誠司
三嶌 誠司（みしま せいじ、1968年7月8日 - ）は、香川県坂出市出身の競艇選手である。登録番号は3541。香川支部所属。

## 経歴
- 1991年 第69期生としてデビュー。
- 1992年 児島競艇場の一般戦で初優勝。
- 1994年 丸亀競艇場の四国地区選手権でGI初優勝。
- 1998年 多摩川競艇場のモーターボート記念でSG初優出（4着）。
- 2006年 丸亀競艇場の競艇王チャレンジカップ競走でSG初優勝。
- 2007年 9月、下関競艇場にて通算1000勝を達成。
- 2007年 福岡競艇場の賞金王決定戦で優出（4着）。

## SG・GI獲得タイトル

### SG
優勝回数1回（優出回数11回）
- 競艇王チャレンジカップ競走（2006年 丸亀競艇場）

### GI
優勝回数6回
- 四国地区選手権（1994年、2016年 丸亀競艇場）
- オールジャパン竹島特別（1996年 蒲郡競艇場）
- 江戸川大賞（2000年 江戸川競艇場）
- 大渦大賞（2002年 鳴門競艇場）
- 高松宮記念特別競走（2007年 住之江競艇場）

## 人物
- 香川県立坂出商業高等学校では野球部に所属していた。同校卒業後は愛知県で郵便局員となり、刈谷市の刈谷郵便局集配課に勤務していた経験をもつ。
- 同期には同じ支部の福田雅一、大阪支部の野添貴裕、田中信一郎、太田和美らがおり、「華の69期」と称される。
- デビュー期に初優勝、その翌年にはSG初出場（笹川賞競走）、さらにその翌年にG1初優勝と早くから素質を開花させて華々しい活躍を見せていたもののなかなかSG制覇に手が届かなかったが、2006年にデビュー15年目にして初制覇し、賞金王決定戦に初出場を果たす。
- SG・GI開会式の選手紹介や表彰式では、マイクに頭をぶつけるなど、何かと「やらかし」をする。このため、「表彰台の爆笑マジシャン」の異名をとる。しかし、現在では真面目に挨拶をする姿が多く見受けられるようになった。
- 初のSG制覇を果たした2006年競艇王チャレンジカップ競走の前検日には、期待がかかる地元でのレースに緊張の色をにじませながらも、「目標はエリザベス女王杯です」と記者団にジョークを披露する余裕を見せていた。
- 嶌の字が常用漢字外のため、氏名を三島誠司と表記されることがある。
- 長女の三嶌こころ（登録番号5291・132期）[1]、次女の三嶌さらら（登録番号5326・133期）[2]もボートレーサーである[3]。